# Bay

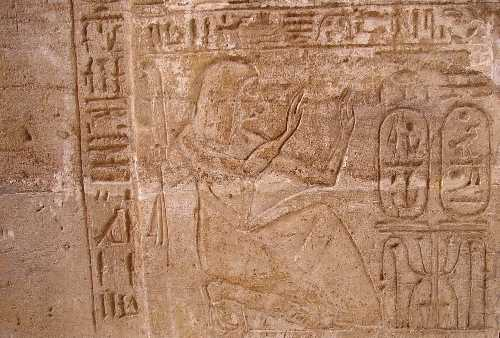
Bay en la puerta del templo de Amada (Nubia) reclinado ante el cartucho con el nombre de Siptah.

Bay fue un personaje de origen sirio que vivió en la corte egipcia de finales de la dinastía XIX, hacia los años 1193 - 1183 antes de Cristo. El Papiro Harris I –de tiempos de Ramsés III–, expone que se vivían años vacíos y que quien había provocado tal situación era un sirio de nombre Iarsu (hombre hecho a sí mismo, eufemismo egipcio para evitar mencionar su nombre), que sería finalmente derrocado por Sethnajt.

## El todopoderoso Bay
La carrera de Bay parece comenzar a principios del reinado de Sethy II, en la corte de Pi-Ramsés. Por entonces, Egipto ya no es lo que era: los gobiernos de dos reyes muy ancianos (Ramsés II y Merenptah), y una posterior usurpación llevada a cabo por el príncipe Amenmeses habían desgastado considerablemente el país, y se hallaba al borde de la pobreza. El auge que experimentaban los sacerdotes de Amón y el alejamiento de la corte en el extremo norte del país provocaban que los conflictos se hicieran cada vez más serios, sobre todo en Nubia y en el Alto Egipto.
Aunque Bay comenzó siendo un escriba real, no tardó en ser ascendido al rango de Chaty, cargo le permitió convertirse en el consejero del rey y en la persona más influyente de todo el país, una auténtica eminencia gris, que se aprovechó de la falta de determinación del monarca. Era tal la influencia que llegó a alcanzar Bay que Sethy II ordenó que se construyese su tumba en el Valle de los Reyes, un inmenso honor destinado a muy pocos nobles. Este sepulcro, con auténticas prerrogativas reales y catalogado hoy como KV13 sería más tarde usurpado por los príncipes ramésidas Amonherjepeshef y Mentuherjepeshef, quizás hijos de Ramsés III -o tal vez de Ramsés VI o Ramsés IX-.

## La reina y el canciller
No podemos entender las acciones de Bay sin antes conocer a la gran esposa real de Sethy II, la reina Tausert. Esta mujer, también curtida en las intrigas palaciegas, sería junto con el canciller, la mano detrás del trono, y unos años después ambos serían condenados al ostracismo y al odio de la población. Se ignoran cuáles fueron las relaciones entre Tausert y Bay... ¿Rivales encarnizados, que debilitaron Egipto a costa de sus luchas? ¿Fieles aliados, que vieron crecer su poder a medida que pasaba el tiempo? ¿O incluso amantes, los nuevos Hatshepsut y Senenmut? Es innegable que el poder de Bay aumentó a la par que el de Tausert, así que es probable que tuvieran un proyecto en común o que al menos se vieran como dos competidores que lucharon contra un tercer bando.
Bay fue el principal responsable de que, a la muerte de Sethy II tras un corto reinado, fuera entronizado el niño Siptah. Así lo hace saber diciendo que lo sentó en el trono de su padre. Siptah era un joven de muy mala salud y con una pierna inmovilizada, así que las intrigas cortesanas y los contactos con el ejército y el clero tuvieron que ser constantes y muy fructíferos para poder sentarlo en el trono. Además, este nuevo rey no era hijo de Sethy II, sino que quizás descendiera del usurpador Amenmeses, lo que hacía más complicada la sucesión y enaltecía las influencias del canciller sirio-egipcio.
Con Siptah en el trono, Bay alcanzó la cota de poder más alta jamás soñada por un personaje no real. Era el auténtico gobernante a la sombra, y aunque cada vez Egipto se debilitaba más y más, y nuevas voces surgían en contra de la presencia del canciller en la corte, Bay siguió al pie del cañón. También permaneció muy cerca de la faraona Tausert, ahora convertida en reina viuda, y posiblemente incluso coronada como corregente del muchacho. Esta extraña situación se mantendría, al menos, hasta el año quinto del reinado de Siptah.

## ¿Cuándo murió?
Las huellas de Bay desaparecen en la citada fecha, cuando Siptah llevaba cinco años en el trono de las Dos Tierras. ¿Qué sucedió? La situación del país era cada vez más difícil, y las lagunas documentales son cada vez más extensas, así que no sería de extrañar que Bay no muriese hasta algo después, y que simplemente se hayan perdido los datos que corroboren que seguía con vida por aquel entonces. Hay tres teorías claramente distinguidas en medio de este gran enigma histórico que marcaría el fin de la dinastía XIX:
- Bay murió en el año 5 del reinado de Siptah, según un ostracon traducido y publicado por Pierre Grandet.[5]

Tanto a consecuencia de una enfermedad o asesinado, el canciller desapareció y la reina Tausert ya no tuvo rival. Sólo un año después moriría el propio Siptah, aún en la adolescencia, y Tausert se autoproclamaría reina faraón, sembrando la anarquía en el país hasta ser derrocada dos años después por Setnajt, fundador de la dinastía XX. Éste persiguió los nombres de Tausert y de Bay, a los que hizo culpables de la penosa situación del país.
- Bay fue ejecutado en ese mismo año. Hay quien piensa que Siptah (manejado por Tausert, según esta teoría, una rival o si acaso una aliada desengañada con el canciller) ordenó la muerte de Bay. De cualquier forma, Tausert se quedaría a sus anchas y podría manejar al faraón hasta que éste murió, bien a causa de una enfermedad debida a su mala salud o bien asesinado por la reina.

- Bay permaneció con vida después de la muerte de Siptah, y gobernó Egipto junto con Tausert cuando ésta se hizo reina-faraón. Siguiendo esta hipótesis, Bay sería el sirio Iarsu que mencionan algunos textos tardíos, y al que culpabilizan de la anarquía y el profundo caos que sacudió Egipto entre las dinastías XIX y XX. De haber sido así, es posible que Tausert, en vida o quizás antes de morir, asociase al trono a Bay, quien más tarde pasaría a la historia como Iarsu. Setnajt, un egipcio de pura cepa, derrotaría a Bay, destruiría su nombre y el de Tausert de los anales y sembraría la leyenda negra que ha acompañado a esta pareja.

Lo que parece seguro es que Bay no llegó a ocupar la tumba que se había construido para él en el Valle de los Reyes, aunque esto podía deberse tanto a que había caído en desgracia bajo Siptah, bajo Tausert o habría sido castigado por Setnajt. Es tan complicado el turbulento final de la dinastía XIX que está abierta cualquier posibilidad acerca del fin de este importantísimo personaje.